# إسكس (سفينة تحويت)
الإسّكس هي سفينة تحويت (صيد حيتان) من نانتوكيت (ماساتشوستس)، الولايات المتحدة الأمريكية. كان ربَّان السفينة يُدعَى جورج بولارد، وقد اشتهرت سفينته لكونها هوجمت وأغرقت على يد حوت عنبر في جنوب المحيط الهادئ قرب أوقيانوسيا عام 1820، وهي حادثةٌ كانت إلهاماً للروائي هرمان ملفيل لكتابة قصته الشَّهيرة موبي دك عام 1851.

## السفينة والطاقم
كانت الإسكس سفينة قديمة، تولَّى قيادتها القبطان جورج بولارد مع مساعده الأول أوين تشيس، رغم أن بولارد كان في التاسعة والعشرين من عمره فحسب. أعيد إصلاح سفينة الإسكس حديثاً، لكن بطول 27 متراً وحمولة 238 طناً فهي صغيرة الحجم بالنسبة لسفينة تحويت. زُوِّدت السفينة بأربع زوارق تحويت، طول كلٍّ منها نحو 9 أمتار، وعند مطاردة الحيتان كانت تُنزَل من السفينة إلى البحر. كذلك، كان هناك زورقٌ احتياطي تحت سطح السفينة. وقد اعتمد في بناء هذه الزوارق على أن تكون سريعةً لا متينة، حيث رُكِّبت ألواحها الخشبية بشكلٍ متداخلٍ لا متناسق (طراز كلنكر).

## الرحلة
انطلقت الإسكس من مدينة نانتوكيت الأمريكية في 12 أغسطس عام 1819، قاصدةً رحلة صيد حيتانٍ خُطِّط لأن تكون مدتها عامين ونصفاً، وأن يكون موقعها سواحل غرب أمريكا الجنوبية. بعد بدء الرحلة بيومين، تعرَّضت السَّفينة لعاصفةٍ شديدة تتسبَّب بانقلابها على جانبها حتى كادت تغرقها. فُقِدَ الشراع الأعلى (الجزء الثالث من الصَّاري)، كما دُمِّر اثنان من زوارق التحويت وتعرَّض ثالثٌ لأضرار. لكن القبطان قرَّر استمرار الرِّحلة، دون تبديل زوارق التحويت بأخرى جديدة أو حتى إصلاح تلك المتضرّرة، وقد التفَّت الإسكس حول رأس كيب هورن في شهر يناير عام 1820. أخذت هذه الرحلة خمسة شهورٍ كاملة، وكان هذا كثيراً حتى بالنسبة لذلك الزمن، ومع الأزمة التي واجهتها السفينة في الأيام الأولى لانطلاقتها، بدأ البحَّارة بالحديث عن نُذُر شؤمٍ تحوم حول الرحلة. رغم ذلك، فقد تابعت الإسكس عملها وبدأت مهمَّة التحويت الربيعية والصيفية الطويلة في مياه جنوبيّ الهادئ الدافئة، صاعدةً الساحل الغربي لأمريكا الجنوبية.
إلا أنَّ الصيَّادين وجدوا أن مياه غرب أمريكا اللاتينية كانت قد استنزفت بالفعل، ولم يعثروا على الحيتان، وخلال ذلك قابلوا سفن تحويتٍ أخرى في المنطقة، فعلموا منها باكتشاف منطقة تحويتٍ جديدة بإحداثيات 5-10 درجاتٍ جنوباً و105-125 درجةً غرباً في أوقيانوسيا، على مسافة نحو 4,600 كيلومترٍ من موقعهم في شرق المحيط الهادئ. وقد بدت تلك مسافةً هائلةً خلال أيام التحويت الأولى في أمريكا الجنوبية، خصوصاً لبعُدِها عن اليابسة، كما كانت المنطقة التي نُصِحوا بالتوجُّه إليها مجهولةً، وتنتشر فيها جزرٌ عديدةٌ يُقَال أن ساكنيها من آكلي لحوم البشر. لكنهم اضطرُّوا لذلك، فأبحروا أولاً نحو جزيرة فلوريانا في أرخبيل الغالاباغوس، حيث تزوَّدوا بالمؤن لرحلتهم الطويلة.

## الغرق
مع ابتعاد السفينة آلاف الكيلومترات عن شواطئ أمريكا الجنوبية، كان التوتُّر يتفشَّى بين قباطنة السفينة، وخصوصاً بالنسبة للربَّان بولارد ومساعده تشيس. مضت أيَّامٌ دون أن اصطياد أي حيتان، وفي 16 من نوفمبر تحطَّم زورق تشيس متحوِّلاً إلى أشلاءٍ بعد أن خرج حوتٌ إلى السطح من تحته مباشرةً. وفي العاشرة صباحاً من 20 نوفمبر عام 1820، شاهد مراقب السفينة رذاذاً في البحر، فأنزلت زوارق التحويت الثلاث المتبقية لمتابعة المطاردة، إلا أنَّها تعرَّضت لأضرارٍ كبيرة وأعيدت فيما بعد. وبينما كان الطاقم يتولَّى إصلاح الزوارق، فوجئ بظهور حوتٍ ضخم جداً زُعِمَ أنه بلغ 26 متراً، وكان يتصرَّف بغرابة، إذ رقد بلا حراكٍ في البحر ورأسه مُوجَّهٌ نحو السفينة، ثم بدأ بالسِّباحة نحوها، فارتطم بها، ثم غطس تحتها وضربها من الأسفل، فتمايلت من جانبٍ إلى آخر، ثم خرج الحوت من المياه ليصبح رأسه بجانب مقدِّمتها وذيله مقابل مؤخِّرتها، ورقد في مكانه دون حراك، وبقي ذيله على مسافة سنتيمتراتٍ من الدفة. ثم تحرَّك الحوت إلى أمام السفينة، ووجَّه رأسه نحوها، وبدأ بالسّباحة بضعف سرعته العاديَّة، وبدا شديد الغضب، فارتطم بالسفينة من جديد، ليسحق بذلك مقدّمتها تماماً ويدفعها إلى الوراء. وبعد أن برز رأسه من بين حطام السفينة، سبح بعيداً من غير رجعة. حاول الناجون تجهيز زورق التحويت الوحيد المتبقّي للإبحار به،